# We've Heard It All Before
We've Heard It All Before is een single van 10cc. Het is afkomstig van hun album Ten Out of 10. De single werd alleen in Engeland uitgegeven.
Het is een van de liederen geschreven door Andrew Gold, Eric Stewart en Graham Gouldman in de periode dat het er naar uitzag dat Gold de producer van het album werd. Dat ging uiteindelijk niet door en We've Heard It All Before verdween op de plank, maar verscheen wel op de Amerikaanse versie van het album.
Het lied gaat over het feit dat de schrijver in zijn leven nu zo'n beetje alles heeft meegemaakt. Albert Einstein werd aangehaald in een citaat: "Niets is meer origineel".
B-kant was opnieuw Overdraft in Overdrive, dat op zowel de Europese als Amerikaanse persing van het album stond.
Graham Gouldman · Eric Stewart · Kevin Godley · Lol Creme

Paul Burgess · Rick Fenn · Stuart Tosh · Duncan Mackay · Tony O'Malley